# باشگاه فوتبال هنلی تاون
باشگاه فوتبال هنلی تاون (به انگلیسی: Henley Town Football Club) یک باشگاه فوتبال در شهر هنلی اون تیمز، کشور انگلستان است که در سال ۱۸۷۱ میلادی تأسیس شده‌است.